# Muhammad ibn Falah
Muhammad ibn Falah (ur. 1400 w Wasit, zm. 1461 w Howejze) – twórca radykalnej sekty szyitów muszasza oraz założyciel własnego państwa, w którym zrealizowano jego koncepcje religijne.
Pochodził ze znanej rodziny imamów. W Al-Hilli – jednym z najważniejszych ośrodków szyitów – został starannie wykształcony. Studiując, poddawał rozwojowi radykalne przekonania, które wyraźnie różniły się od ortodoksji islamu, czym ściągnął na siebie potępienie i uznanie za heretyka. W 1436 roku rozpoczął publiczne głoszenie własnych nauk, ogłaszając się Mahdim oraz inkarnacją (wcieleniem) Alego, który był następcą proroka Mahometa. Niedługo na terenach dzisiejszego pogranicza Iranu i Iraku zgromadził wokół siebie poważną grupę wyznawców, jednak w 1440 siły islamskich ortodoksów zadały mu klęskę. Muhammad ibn Falah jeszcze raz zebrał swoich stronników, zdobywając w lutym 1441 roku Howejze, a następnie przeobrażając go w swój główny ośrodek. W miarę jak mijały kolejne lata, powiększał terytorium swoich rządów, zajmując tereny aż po rzekę Tygrys. Równocześnie określił też zasadnicze elementy doktryny sekty muszasza. Muhammad ibn Falah rządził w stworzonym przez siebie państwie jako władca świecki i przywódca religijny. Gdy zmarł, władzę objął jego syn.